# Sulzburg (Baden)
Sulzburg (pronunciación en alemán: /ˈzʊlt͡sˌbʊʁk/ⓘ) es una ciudad en el distrito de Brisgovia-Alta Selva Negra, en Baden-Württemberg, Alemania. Está situado en la ladera oeste de la Selva Negra, a 20 kilómetros de Friburgo.
A 31 de diciembre de 2015 tiene 2672 habitantes.
La sinagoga de Sulzburg, que fue severamente dañada en los años 1930, ha sido restaurada por completo.